# Lucia Lásková
Lucia Lásková (Lučenec, 26 agosto 1980) è un'ex cestista slovacca.

## Carriera
Con la Slovacchia ha disputato due edizioni dei Campionati europei (2003, 2009).